# Bromstjärnen, Hälsingland
Bromstjärnen är en sjö i Härjedalens kommun i Hälsingland och ingår i Ljusnans huvudavrinningsområde.